# Johan Steenbergen
Johan Steenbergen (* 7. Dezember 1886 in Meppel, Niederlande; † 7. März 1967 in Osnabrück) war ein niederländischer Unternehmer.

## Leben

### 1886–1945

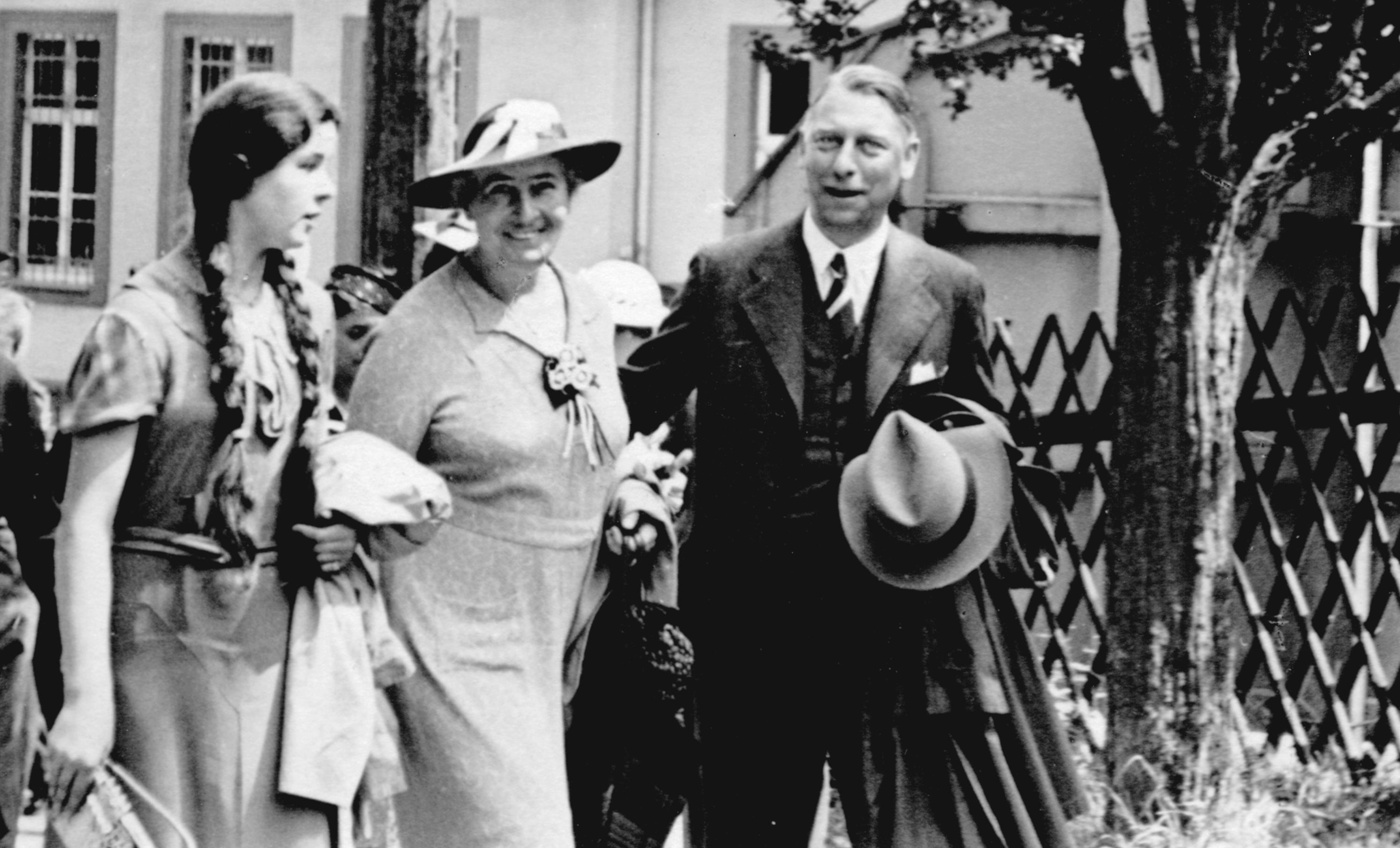
Johan Steenbergen mit Frau und Nichte, 1937

Johan Steenbergen war der Sohn eines Manufakturisten der Textilbranche. 1908 schickte ihn sein Vater nach Dresden, um sich dort mit den ansässigen Textilunternehmen zu beschäftigen und auch sein Wissen in der Branche zu erweitern. Durch den plötzlichen Tod des Vaters war Johan Steenbergen nicht mehr an die Textilbranche gebunden und konnte sich seiner Leidenschaft zur Fotografie widmen. Er blieb in Dresden und begann eine Arbeit als Volontär in der Ernemann AG. Da er bei Heinrich Ernemann zahlreiche Erfahrungen sammeln konnte, beschloss Steenbergen, ein eigenes Unternehmen zu gründen. Am 13. Mai 1912 eröffnete er sein erstes Unternehmen. Er kaufte eine kleine Tischlerei, da die damaligen Kameras und deren Zubehör gute Tischlerarbeit voraussetzten. Er produzierte fotografische Bedarfsartikel aus Holz. 1912 erschienen seine ersten Kameras. 1913 gab es eine Änderung der Firmierung, wobei aus der Industrie- und Handelsgesellschaft m.b.H. schließlich die Ihagee Kamerawerk G.m.b.H. wurde. 
Am 11. Dezember 1918 kam es zu einer Fusion mit der Firma des Tischlermeisters Emil Englisch, der eine Fabrik für fotografische Apparate betrieb. Die Kameraprogramme beider Unternehmen ergänzten sich so weit, dass keiner einen Verzicht üben musste. Johan Steenbergen stellte als Firmenchef noch vier weitere Teilhaber ein, die dort eingesetzt wurden, wo sie die größte Erfahrung hatten. Die Produktion der Kameramodelle und der Export konnten nun erheblich gesteigert werden.
1921 stellte das Ihagee Kamerawerk das erste Modell einer einäugigen Spiegelreflexkamera vor, die Plan-Paff-Reflex, und etwas später die Roll-Paff. 1923 zog das gesamte Unternehmen in ein weitaus größeres Gebäude um, wo nun für 500 Beschäftigte Platz war. Im selben Jahr wurde Karl Nüchterlein eingestellt, der außergewöhnliche Ideen hatte und diese auch umsetzte. Dank ihm hatte das Ihagee Kamerawerk später seinen ausgezeichneten Ruf.
Johan Steenbergen wurde am 22. März 1929 zum niederländischen Honorarkonsul ernannt. Damit wuchs auch der Ruf des Kamerawerkes.
In diesem Jahr setzte allerdings auch die Weltwirtschaftskrise ein, was auch im Ihagee Kamerawerk deutliche Spuren hinterließ. Es mussten Kurzarbeit und Entlassungen veranlasst werden. Da sich auch Ende 1930 nur ein leichter Aufschwung kenntlich machte, präsentierte Nüchterlein Johan Steenbergen die Idee, eine einäugige Spiegelreflexkamera in neuer Kleinbauweise zu produzieren. Im Oktober 1932 konnten schließlich die ersten Musterkameras der Exakta 4 × 6,5 vorgezeigt werden. Das gleiche Team entwickelte auch die Kine Exakta, die im März 1936 auf den Markt kam.
Da Johan Steenbergen niederländischer Staatsbürger war und sein Betrieb somit auch mit niederländischem Kapital arbeitete, wurde sein Betriebskapital aufgrund feindlichen Vermögens beschlagnahmt. Das führte zu zwei Veränderungen:
- Der bisherige Fabrikationsbetrieb wurde in eine Aktiengesellschaft umgewandelt - Ihagee Kamerawerk-AG, wobei der Kapitalanteil Steenbergens von einem Treuhänder verwaltet wurde
- Bildung der offenen Handelsgesellschaft Steenbergen & Co.

Da ihm trotzdem noch finanzielle Einkünfte blieben, etablierte er am 12. Mai 1942 die Steenbergen-Stiftung, um die Ihagee-Mitarbeiter zu unterstützen.
Die Produktion im Ihagee-Kamerawerk wurde durch die Luftangriffe auf Dresden im Februar 1945 abrupt beendet. Das gesamte Werksgebäude brannte aus. Nachdem man noch reparable Maschinen und Einzelteile gefunden hatte, nahm man wieder eine provisorische Rüstungsproduktion auf. Ab Mai 1945 konnte die Ihagee in das ehemalige Delta-Werk der Zeiss Ikon-AG einziehen und ihre Produktion weiterführen.

### Nach 1945
Nach Kriegsende wechselt Steenbergen in den Westen Deutschlands. Hier bekleidete er von 1951 bis 1961 erneut das Amt des Honorarkonsuls in Hannover. Er starb am 7. März 1967 im Alter von 80 Jahren in Osnabrück.

## Bekannte Produkte
- Photoklapp-Mikrobie, 1915
- einäugige Spiegelreflexkameras, ab 1921 unter den Namen Exa, Exakta und Ihagee